# 卢丝·阿科斯塔
卢丝·阿科斯塔（西班牙語：Luz Acosta，1980年12月22日—），墨西哥女子举重运动员。她曾代表墨西哥参加2008年和2012年夏季奥林匹克运动会举重比赛，其中2012年奥运会获得一枚铜牌。